# 国民革命军第三十八军
国民革命军第三十八军历史上2次组建。

## 滇军龙云部组建的第1个第三十八军
1927年6月龙云部编为第三十八军：
- 军长龙云
- 第97师，胡瑛任师长
- 第98师，卢汉任师长
- 第99师，朱旭任师长
- 第100师，孟坤任师长

1927年7月1日，云南正式易帜归顺国民政府后，滇军内部兵变，龙云被胡若愚第三十九军关押，卢汉、朱旭等逃往滇西。1927年7月下旬卢汉等由滇西发动反攻胡若愚之战。8月13日龙云正式接任第三十八军军长兼云南省政府代理主席。1929年4月下旬蒋桂战争爆发后，蒋介石以云南第三十八军、贵州第四十三军编成第十路军，龙云为总指挥，讨桂作战。
抗日战争爆发后，龙云部改编为第六十军出省抗战。

## 陕军杨虎城旧部编成的第2个第三十八军
1932年9月南京国民政府以杨虎城陕军的第17师扩编为第38军，杨虎城任军长，隶属第17路军。孙蔚如兼任第17师师长长。该军组成后，由甘肃天水开往陕南，奉命追击与堵截退出鄂豫皖苏区、进入川陕边界的红四方面军的作战。1933年6月24日，孙蔚如率第三十八军驻守汉中，与红四方面军代表秘密谈判、签订互不侵犯《汉中协定》：
1. 巴山为界，互不侵犯
2. 陕军阵地前沿的川陕边界只有7户山民的凉水井设联络站[5]，由武志平（第三十八军少校参谋，地下党员）长期驻守，代表陕军处理边界事务
3. 红军可以隐蔽方式来汉中采购部分日用品
4. 陕军馈赠部分药品和军用地图以表诚意

1935年秋，该军调至陕北，奉命堵截红一方面军长征，对陕甘宁苏区作战。1936年前，第三十八军实际上仅有第十七师一个师，下辖三个旅和直属部队，约一万五千人。
「西安事变」中，第十七路军各师和一些旅分别驻防在关中各县；第三十八军担任西安警戒任务，直属部队和警备二旅负责扣押跟随蒋介石从南京前来的国民党高级将领，消灭宪兵团等部的主力部队，对事变起了重要作用。
1936年12月，西安事变发生后，杨虎城所属第17路军被蒋介石分化瓦解，余部被编为第三十八军：
- 军长孙蔚如
- 副军长段象武
- 第17师，赵寿山任师长
- 第177师，李兴中任师长
- 教导团团长李振西
  - 二营长严维良
  - 三营长钟期恭

1937年抗战爆发后，第三十八军进抵河北省保定、石家庄、阜平、娘子关等地。参加了井陉、娘子关、旧关抗战。一九三八年春，蒋介石命令三十八军开往晋南的赵城、长治、中条山一带。1938年6月，孙蔚如升任第31军团军团长，赵寿山升任第三十八军军长；同时，第177师扩编为第九十六军。第31军团辖第三十八军、第九十六军。此时第三十八军下辖：
- 第17师，赵寿山兼任师长；
- 独立第46旅，孔从周任旅长。

1938年冬，中共中央和陕西省委指派蒙定军、范明、张西鼎、胡振家等人组成中共第三十八军工委，由蒙定军任书记，开展工作。陕西省委还先后从安吴青训班抽调青年知识分子作为骨干，充实了各师、旅、团、连的政治力量。三十八军工委领导共产党员和同情革命的姚警尘、孔祥祯、崔仲远、刘俊甫、温朋久、程文津、陈雨皋、周延等协助军长赵寿山在部队中办刊物、办训练班等，做了大量艰苦细致的工作。工委曾在1938年3月、10月和1939年春，先后三批选送军官、士兵和青年学生马常芬、崔一民、李东林、韩文钦、赵华茂、魏一鹗、张瑞生、曹静夫、刘光毅、刘书常、周哲民、刘书俊等十余人到延安入抗日军政大学等院校，或去安吴青训班学习。军长赵寿山派子女赵元杰、赵铭锦赴延安学习，蒋介石侦知后，勒令追回。1939年元月刘威诚被撤职后，离开了陕西警一旅，准备赴延安学习。汪锋代表中共陕西省委向刘威诚指示要“维护三十八军这一支革命力量”，让刘威诚到三十八军去工作。刘威诚于1939年底，以受孙蔚如、赵寿山派遣的形式回到三十八军，后又到十七师，先后担任一○二团、五十一团团长，配合地下党组织工作。

该军参加了1939年冬季攻势作战。1939年底年第一次反共高潮中，山西新军脱离阎锡山当局，投入八路军。蒋介石怕第三十八军受其影响，1940年10月电令第三十八军离开中条山，开往黄河南岸巩县、偃师、荥阳、汜水一带严密监视；派军统张太祥、龙冠军等带领大批政工人员及中央军校毕业生到该军任职；指名强迫一些干部到西安「劳动营」受训。1940年独立第46旅改编为新编第35师，戚文平任师长。1941年参加了郑州战役，在广武／荥阳阻击日军。1942年春，国民政府军事委员会及一战区司令部调该军的团以上军官到重庆、洛阳集训，进行反共教育。1943年秋，赵寿山军长亲自主持举办军官训练队，派刘威诚担任队长。1943年11月，汤恩伯部接替第三十八军在黄河南岸河防任务，该军集中整训。在陕西眉县暗杀了第三十八军后方办事处屯恳处处长共产党员许权中、任耕三。1944年2月，赵寿山升任第3集团军总司令赴武威就职，第三十八军：
- 军长张耀明（第9集团军副总司令）兼
- 副军长姚国俊、耿志介
- 第17师师长申及智
- 新编第35师师长孔从周

军长张耀明针对前两任军长孙蔚如、赵寿山对共产党友好的态度，公开发出“三十八军有共产党，要开展自首运动”“杜绝奸谋、预策安全”的一号令。1944年4月，该军参加了豫中会战中的方家岭激战。第十七师第五十团坚决抗击，后被敌包围，实力无法保存，以诈和麻痹敌人，突出重围，遭受了严重损失。张耀明指责这是“曲线救国”，五十团主要负责人遭受迫害。
1945年，该军隶属第38集团军：
- 军长张耀明
- 副军长孔从周
- 第55师：新编第35师改。师长孔从周兼。
- 第177师：原隶属第九十六军。师长李振西
- 第17师：师长申及智。参谋长段森。

1945年7月17日，该军第17师的第50、第51两个团及第49团的1个营，共2,300余人，在刘威诚（共产党员，第51团团长）、张复振（共产党员，第50团团长）、徐又彬、梁厉生、雷展如等的率领下，在河南洛宁县故县镇起义，7月22日进入八路军河南军区豫西二分区与司令员韩钧、政委刘聚奎部会师，8月北渡黄河进入晋冀鲁豫解放区，受到刘伯承、邓小平、陈赓等的接见。
1946年5月15日，整编第38师副师长孔从周、整编第55旅旅长孙子坤、副旅长殷义盛率部3,000余人在河南巩县起义，旋即被镇压，孙子坤被俘后在南京雨花台被枪决。1946年8月8日整编第38师整编第177旅第530团第一营第二连连长吕元璧、第三连连长薛生荣在辉县起义，顺利进入太行第3军分区驻地林县杨柳川。与此同时，整编第177旅第529团的一个机枪排也起义进入解放区。这些起义投共部队改编为西北民主联军第三十八军。
国民政府重建第17、第55师。1946年4月第三十八军改为整编第38师，隶属整编第1军。
- 师长张耀明
- 副师长孔从周、姚国俊
- 整编第17旅，旅长李维民
- 整编第55旅，旅长孙子坤，政治部主任徐幼常
- 整编第177旅，旅长李振西

1946年11月，该师在晋南战役中被歼灭一部。1947年底，整编第17旅改隶第三军建制。1948年4月，该师移防陕西参加了西府陇东战役。1948年9月，整编第38师恢复第三十八军番号：
- 军长张耀明
- 副军长姚国俊
- 第55师
- 第177师

参加了荔北战役和西北冬季战役。1948年11月，张耀明调任南京卫戍总司令，姚国俊继任军长，施有仁任副军长。1949年，该军参加了西北春季战役、陕中战役、在扶郿战役中被全歼。
又重建。原军长姚国俊被免职，李振西继任军长。1949年11月，该军参加西南战役。在四川安县以西地区投诚。